# Prater (historisch ambt)
Een prater was onder het ancien régime in Vlaanderen een beambte in dienst van een lands- of dorpsheer. In Brabant werd het ambt preter genoemd.

## Omschrijving
De eigenaar van een heerlijkheid mocht een prater aanstellen. Enkele van zijn taken waren het “te weddeboden liggen” en het schutten van de dieren van deze heerlijkheid. Het ambt kon ook een leen zijn, dan was het een erfelijk ambt.

## Weddeboden
De heer had het recht om sommige goederen te confisqueren, zoals in geval de dode hand, bastaardsgoederen of goederen die aan de heer kwamen in gevallen van zelfmoord. Tot de zaak beslecht was werden de goederen opgeslagen en bewaakt. Dit moest gebeuren door de weddebode of welbode.

## Schutten
Een andere bevoegdheid van de prater was het "schutten van de beesten". Voor elk “schot” kreeg hij een vergoeding van de eigenaar van het beest. Het dier kon een koe zijn, een schaap, kalf, paard of om het even welk hoevedier. Wanneer zo een dier losgebroken was uit een stal of omheining was het de taak van de prater om het dier te vangen. Hij bracht het naar een schutstal waar de eigenaar na betaling het dier kon komen halen.
In sommige gevallen werd een schade opgemaakt dat het dier had veroorzaakt. Dit kon bijvoorbeeld vraatschade zijn toegebracht aan iemand anders zijn gewassen. Soms werd een prater ook een "schutter" genoemd.
Voor deze taken kreeg de prater een vergoeding. Zoals de prater van Aalst die kreeg van elke boer tijdens de oogst een zomer en een winterschoof.

## Etymologie
Het woord prater komt van het Latijn praetoriani Militaris of de “sterke arm van de wet”. Na het oud regime werd het ambt omgedoopt tot veldwachter. Het woord "schutten" kunnen we koppelen aan het Nederlands "beschutten of beschermen". De familienamen De Praeter(e) of De Schutter zijn afkomstig van dit ambt.